# Gaëtan Krebs
Gaëtan Krebs (* 18. November 1985 in Mülhausen, Frankreich) ist ein ehemaliger französischer Fußballspieler und heutiger -trainer.

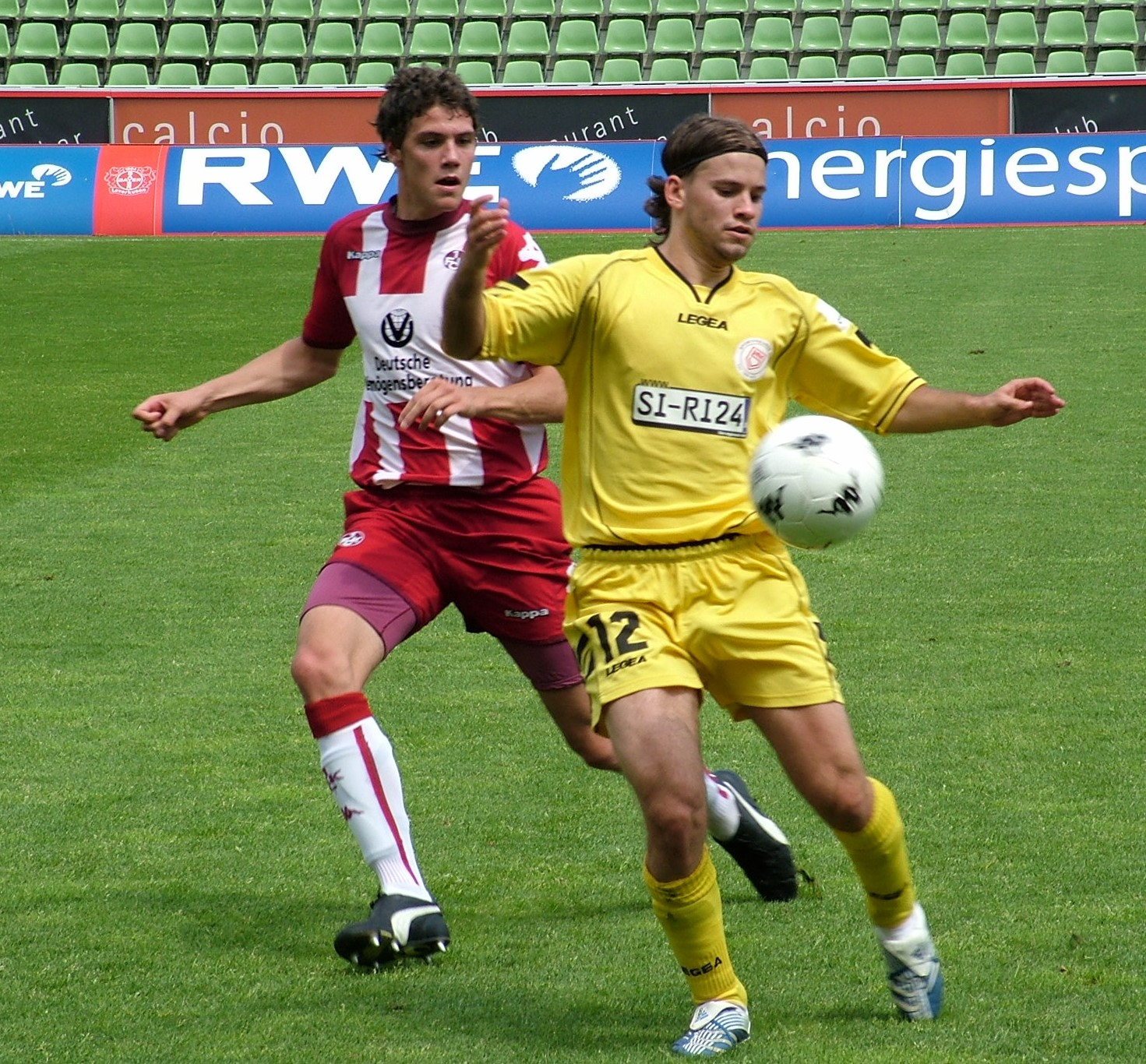
Gaetan Krebs im Trikot der Sportfreunde Siegen gegen Robin Lenk 1. FC Kaiserslautern

## Karriere

### Spieler
Der beidfüßige Mittelfeldallrounder spielte in seiner Jugend beim FC Sentheim, dem FC Mulhouse und schließlich bei Racing Straßburg. Dort unterschrieb er im Juli 2005 einen Profivertrag. In der Ligue 1 kam er in der Saison 2005/06 zu zwei Einsätzen; im UEFA-Pokal 2005/06 bestritt er vier Einsätze. Nach einer auskurierten Knieverletzung wechselte Krebs zur Saison 2006/07 auf Leihbasis ins Ausland und ging zusammen mit Mannschaftskollege Yann Schneider zum damaligen deutschen Regionalligisten Sportfreunde Siegen; diese waren zuvor aus der 2. Bundesliga abgestiegen. Im Siegerland schoss er in 29 Spielen 12 Tore.
Zur Saison 2007/08 wechselte Krebs zum Bundesligisten Hannover 96. Er unterschrieb dort einen Dreijahresvertrag. Am 30. November 2007 feierte er sein Bundesliga-Debüt und gab nur 20 Sekunden nach seiner Einwechselung die Vorlage zum spielentscheidenden 2:0 (Endstand 3:0) von Hannover 96 gegen Hansa Rostock. In Hannover konnte sich der gebürtige Mülhausener Krebs keinen Stammplatz erkämpfen. Insgesamt kam er in der zweiten Saisonhälfte zehn Mal zum Einsatz. Auch in der Folgesaison war der Elsässer nur Ergänzungsspieler. Zum Ende der Saison 2008/09 lief der Vertrag aus.
Zur Spielzeit 2009/10 wechselte Krebs ablösefrei zum Karlsruher SC, der zuvor aus der Bundesliga abgestiegen war. Bei den Karlsruhern wurde Krebs schnell Stammspieler und Leistungsträger. Am Ende der Saison 2011/12 stieg Krebs mit dem Karlsruher SC aus der 2. Liga ab, nachdem man gegen den Dritten der 3. Liga, Jahn Regensburg, in den zwei Relegationsspielen nicht gewinnen konnte. Nach dem Abstieg verlängerte Krebs beim KSC seinen zuvor für die 3. Liga nicht gültigen Vertrag bis 2015 und war damit einer der wenigen Spieler, die dem KSC nach dem Abstieg aus dem vorherigen Kader blieben. Auch nach dem sofortigen Wiederaufstieg in die 2. Bundesliga blieb Krebs den Badenern treu, wenn er auch nicht mehr so regelmäßig spielte wie früher. Mit dem KSC erreichte er am Ende der Saison 2014/15 mit dem dritten Platz in der 2. Bundesliga den Relegationsplatz. Nachdem Krebs im Relegationshinspiel gegen den Hamburger SV noch auf der Bank saß und erst in der 75. Spielminute für Reinhold Yabo eingewechselt wurde, stand er im Rückspiel in der Startelf und wurde in der 89. Spielminute für Martin Stoll ausgewechselt. Nach Krebs’ Auswechslung gelang es dem HSV durch einen umstrittenen Freistoßtreffer die Relegation zu gewinnen, sodass Krebs auch in der folgenden Saison mit dem KSC in der 2. Bundesliga spielte. In der Saison 2016/17 stieg der Karlsruher SC als Tabellenletzter aus der zweiten Liga ab und Krebs verließ den Verein nach acht Spielzeiten. Er wechselte daraufhin zur SV Elversberg, wo er einen bis 2020 datierten Vertrag unterzeichnete.

### Trainer
Ab der Saison 2020/21 ist er als U-15-Assistent bei Racing Straßburg tätig.

## Persönliches
Sein jüngerer Bruder Cédric (* 1987) ist ebenfalls als Fußballspieler aktiv. Er kickt jedoch nur im Amateurbereich im Elsass, dort u. a. für den SC Schiltigheim und CS Bischheim.